# Último Dragón
Yoshihiro Asai (浅井 嘉浩 Asai Yoshihiro?) (12 de diciembre de 1966) es un luchador profesional japonés, más conocido por su nombre artístico Último Dragón (ウルティモ ドラゴン Urutimo Doragon?).
Asai es famoso por su carrera en varias empresas de Japón y México, siendo uno de los luchadores más reconocidos de estos países. Así mismo, Asai ha sido el segundo campeón de la J-Crown, compuesta por 8 campeonatos, además de ganarlo mientras ya portaba el NWA World Middleweight Championship y el WCW Cruiserweight Championship, teniendo en total 10 campeonatos al mismo tiempo, lo que lo convierte en el luchador profesional con más títulos simultáneos de la historia. Récord que mantiene hasta la actualidad.
Asai es además fundador y director de Toryumon, donde ha entrenado a una gran cantidad de luchadores.

## Carrera

### New Japan Pro Wrestling (1987)
Asai entrenó en New Japan Pro Wrestling en 1987, donde demostró grandes habilidades; sin embargo, los entrenadores de la NJPW no le ofrecieron contrato debido a que pensaban que Asai, con su pequeña estatura, nunca sería un buen luchador. Por ello, Asai dejó la promoción y se desplazó a México.

### Universal Wrestling Federation (1987-1988)
En México, Asai haría su debut en Universal Wrestling Federation, ganando el UWA World Welterweight Championship contra Ray Richards; tres meses más tarde lo perdió ante Charles Lucero. En 1990, Asai ganaría también el UWA World Middleweight Championship contra Cuchillo, el cual lo recobraría un mes después. Asai, por su parte, volvería a derrotarle por el título y lo retuvo durante tiempo, hasta perderlo ante Super Astro.

### Consejo Mundial de Lucha Libre (1991-1995)
A mediados de 1991, comenzó a aparecer en Consejo Mundial de Lucha Libre, donde cambió su nombre a Último Dragón (ウルティモ ドラゴン Urutimo Doragon?). Bajo esta nueva identidad, Asai comenzó a utilizar una estilizada máscara con rasgos de dragón y peto, pantalones y botas de diseño similar. Su gimmick, ideado por Antonio Peña, era el del último aprendiz de Bruce Lee, quien había sido apodado "The Dragon". Durante su estancia en el CMLL, Dragón se convirtió en uno de los luchadores más famosos de México, gracias a su innovadora mezcla de lucha libre mexicana y puroresu (lucharesu) y a su carisma personal. A principios de 1993, Dragón ganó su primer campeonato en la empresa, el UWA World Middleweight Championship, al derrotar a Negro Casas. Asai defendería el título contra luchadores como Blue Demon, Jr. hasta dos meses después, cuando lo perdió ante El Samurai. Sin embargo, Dragón consiguió el título de nuevo contra él, y volvió a retener el campeonato contra multitud de oponentes durante meses, ganando también el IWA Junior Heavyweight Championship contra Chris Jericho. En 1994, Asai perdió el campeonato de la UWA ante Koji Ishinriki, pero aun así volvió a recobrarlo contra él.
Con ambos títulos, Dragón lanzó a todos los luchadores del país el reto de arrebatarle el campeonato de la UWA, a lo que fue respondido por Chris Jericho, quien buscaba venganza por su anterior pérdida. Jericho apostó también el NWA World Middleweight Championship en la lucha, pero ésta fue ganada por Último Dragón y el título pasó a su haber, teniendo ya tres simultáneamente, aunque abandonaría el campeonato de la UWA poco después. Tras ello, Asai volvió a Japón.

### Retorno a New Japan Pro Wrestling (1992-1996)
En diciembre de 1992, Dragón volvió a la New Japan Pro Wrestling, esta vez como luchador regular, gracias a un acuerdo entre CMLL y NJPW. Asai derrotó a El Samurai en su combate de debut para ganar el IWGP Junior Heavyweight Championship, el cual retendría durante un mes hasta perderlo ante Jushin Liger.
En agosto de 1996, Último Dragón volvió al plantel principal para participar en el torneo J Crown, poseyendo el WAR International Junior Heavyweight Championship recobrado contra Gedo. Asai conseguiría dos campeonatos más, el British Commonwealth Junior Heavyweight Championship y el UWA World Junior Light Heavyweight Championship, al derrotar a Jushin Thunder Liger, y el NWA World Welterweight Championship, pero perdió sus títulos en el combate final del torneo cuando fue derrotado por The Great Sasuke.

#### Wrestling Association R (1992-1996)
Asai comenzaría a aparecer también en Wrestle Association R, con la que NJPW tenía programas conjuntos. Tras su feudo con "Lionheart" Chris Jericho en CMLL, Dragón y él continuaron la rivalidad en WAR. El 7 de julio de 1995, Dragón y Jericho se enfrentaron en lo que fue comentado como uno de los mejores combates del año, confirmado por Jericho en una entrevista. Días más tarde, el 28 de julio, Asai derrotó a Jericho para ganar el WAR International Junior Heavyweight Championship, campeonato que defendería por un mes, hasta que fue derrotado por Gedo; pero, de nuevo, Último Dragón recobró el título de manos de Gedo.

### Asistencia Asesoría y Administración (1996)
Tras la salida de Antonio Peña de CMLL para fundar su propia empresa, Asistencia Asesoría y Administración, Asai le siguió y realizó varias apariciones en la promoción.

### World Championship Wrestling (1996-1999)
En agosto de 1996, Asai se desplazó a los Estados Unidos, siendo contratado por la World Championship Wrestling. Su debut fue en el evento Hog Wild, donde apareció como Ultimate Dragon, acompañado por Sonny Onoo, para enfrentarse sin éxito a Rey Mysterio, Jr. por el Campeonato Crucero de la WCW. Poco después, Asai volvió a Japón, donde derrotó a The Great Sasuke para ganar los 8 campeonatos de la J Crown, volviendo a la WCW con ellos. Allí, además, ganó el Campeonato Crucero ante Dean Malenko en una lucha en la que estaban todos los títulos en juego, lo que, junto con el NWA World Middleweight Championship que ya poseía, convirtió a Asai en el luchador con más títulos simultáneos de la historia, con un total de 10. Ultimate Dragon defendería exitosamente sus campeonatos ante Rey Mysterio, Jr. en World War 3, así como contra Malenko en Starrcade. Días después, Dragón retornó a Japón por un día, donde fue derrotado por Jushin Thunder Liger en un combate por la J Crown y perdió 8 de sus títulos. A su vuelta a Estados Unidos, perdió el Campeonato Crucero contra Malenko. Poco después, Asai dejó de usar la traducción de su nombre y volvió a ser conocido como Último Dragón.
En marzo de 1997, Dragón luchó contra Eddie Guerrero por el Campeonato Pesado de los Estados Unidos, sin conseguirlo. Posteriormente, Asai apareció en Uncensored, donde derrotó a Psicosis. Después de ser derrotado por Rey Mysterio, Jr. en Spring Stampede, Dragón venció a Prince Iaukea para ganar el Campeonato Televisivo de la WCW. Último Dragón defendería el título hasta que en Slamboree fue derrotado por Steven Regal. Poco después, en The Great American Bash, Dragón volvió a derrotar a Psicosis, tras lo que se enfrentó a su viejo rival Chris Jericho en Bash in the Beach por el Campeonato Crucero, sin lograrlo. Sin embargo, tras ello, Dragón derrotó a Regal para volver a ganar el Campeonato Televisivo. A finales de 1997, perdió el título ante Alex Wright, quien lo retuvo contra Dragón a pesar de su esfuerzo en Fall Brawl. En octubre, Último Dragón apareció en Halloween Havoc y World War 3, siendo derrotado en ambas por Yuji Nagata. Poco después Dragón derrotó a Eddie Guerrero para ganar el Campeonato Crucero una vez más, perdiéndolo tres días más tarde ante Juventud Guerrera. Asai también perdería, en otro viaje a Japón, el IWGP Junior Heavyweight Championship ante Shinjiro Otani.
En 1998, Dragón apareció únicamente en televisión, consiguiendo numerosas victorias. Además, apareció en Spring Stampede derrotando a Chavo Guerrero, Jr.; no obstante, esto produjo que su tío Eddie Guerrero buscase venganza contra Dragón, derrotándole en Slamboree. Tras ello, Asai sufrió una lesión de brazo, para lo que requirió cirugía; pero la operación fue mal realizada y Asai perdió el uso de la extremidad. Por ello, Asai renunció al NWA World Middleweight Championship y anunció su retiro, ocupándose de sus tareas de entrenador en Toryumon.

### Toryumon (2002-2003)
En 1997, mientras trabajaba para la WCW, Asai decidió abrir una escuela de lucha libre para enseñar a las futuras generaciones de luchadores japoneses el estilo de la lucha libre mexicana. Dividida en varias clases, la escuela fue bautizada Último Dragón Gym y se estableció en México, entrenando a una gran cantidad de jóvenes talentos. Esto dio origen en 1999 a la promoción Toryumon, formada por aprendices de la escuela de Asai, junto con Asai mismo y multitud de luchadores mexicanos. Gracias a las influencias de Asai, varios de sus luchadores aparecieron en la WCW, aunque por poco tiempo.
En 2002, Asai se sometió a una operación quirúrgica para devolverle el control de su brazo. La operación fue un éxito y Último Dragón volvió al ring en su empresa Toryumon, luchando durante el resto de 2003 y 2004. En 2003, Dragón hizo equipo con YOSSINO para participar en el Differ Cup Scramble Tag Tournament de Pro Wrestling NOAH, ganando tras vencer a Tatsuhito Takaiwa & Yoshihito Sasaki. Su última aparición en la empresa fue en un combate contra CIMA por el Último Dragón Gym Championship, en el que CIMA salió victorioso. Tras ello, Último Dragón anunció que había firmado un contrato con la World Wrestling Entertainment, y se desplazó a los Estados Unidos de nuevo para ello.

### World Wrestling Entertainment (2003–2004)
En la primavera de 2003, firmó con World Wrestling Entertainment como Último Dragón, buscando realizar sus dos objetivos de toda la vida: competir en el Madison Square Garden y luchar en  WrestleMania. Fue contratado inmediatamente después de la firma de Rey Mysterio con la creencia de que tendría un impacto tan grande como el que tuvo Mysterio en su debut en la WWE. Asai hizo su debut en la WWE en victorias en dark match contra Rico, Crash Holly y Shannon Moore cuando debutaron una serie de paquetes de video promocionando el debut de Dragon en SmackDown!. Hizo su debut televisivo en la WWE en el Madison Square Garden el 26 de junio de 2003 en el episodio de SmackDown! en un combate con Shannon Moore, donde debutó con su remate, el Asai DDT (un shiranui de pie), ante la audiencia de lucha libre estadounidense.
A lo largo del verano compitió en un torneo por el WWE United States Championship venciendo a Jamie Noble pero perdiendo ante el eventual ganador, Eddie Guerrero.Rápidamente se recuperó al vencer a Kanyon en un combate de WWE Heat grabado antes de Vengeance. Luego luchó en WWE Velocity durante las próximas semanas, lo que llevó a un combate con Rey Mysterio en SmackDown. Dragón ganó el combate solo después de que Tajiri interfiriera y mostrara respeto a Dragón debido a su herencia japonesa. La semana siguiente, Dragón se asoció con Mysterio para enfrentarse a Tajiri y Nunzio. Después de este combate, no fue visto en SmackDown! durante varios meses hasta la construcción del Cruiserweight Open en WrestleMania XX, en donde participó. El WrestleMania de Dragón resultó en uno de los errores garrafales más famosos de WrestleMania, por tropezarse cuando entraba a la arena desde el área de backstage y volviendo a tropezarse mientras subía el tensor para una pose. El primer tropiezo fue editado del DVD de WrestleMania XX, pero el segundo no. Tras el Open, enfrentó a Chavo Guerrero y Nunzio en sus últimos combates en WWE. El 22 de abril de 2004, WWE anunció que Asai pidió su liberación de WWE cuando sabía que WWE quería desenmascararlo y regresó a Japón de inmediato.

### Regreso a Japón (2004-presente)
A finales de 2004, Asai hizo una aparición especial en el último programa de Toryumon X, donde recibió a la recién graduada clase del Último Dragón Gym y anunció que iba a abandonar el nombre y la máscara de Último Dragón en el siguiente evento, promovido por él. En efecto, a partir de ese momento Yoshihiro comenzó a competir como The Tiger II, llevando la máscara de Tiger Mask en lugar de la suya. The Tiger hizo algunas apariciones en Michinoku Pro Wrestling y Real Japan Pro Wrestling, la empresa de Tiger Mask.
En 2005, Asai se unió a la empresa Dragondoor, fundada y formada por luchadores de Toryumon que no habían formado parte de Dragon Gate. The Tiger entró en un feudo con Último Guerrero y sus secuaces Masao Orihara y Pentagón Black, con Tiger rodeándose de Original Tiger Mask, Extreme Tiger y otros mexicanos para combatirles. La rivalidad fue abundante en temática de máscaras: Orihara y Pentagón se intercambiaron la capucha de Sasuke the Great (originalmente de Orihara) para confundir a Tiger, y Guerrero intentó desenmascararle destruyendo su máscara tras un combate. Debido a ello, Asai recurrió a otro personaje, Tiger Dragon, en el que usaba una máscara que se componía de una mezcla de la de Último Dragón y la de Tiger Mask, pero también fue destruida a su vez, así que Asai volvió a su máscara de siempre y retomó el nombre de Último Dragón. Poco después, Dragondoor cerró y fue convertida en Pro Wrestling El Dorado, donde Asai ya no tuvo intervención.
En octubre de 2005, Asai debutó en la promoción europea Nu-Wrestling Evolution, derrotando a Jack Evans. Durante los programas siguientes, Dragón derrotó también a Low Ki y Último Guerrero, finalizando la gira con un combate por equipos entre él y Billy Kidman y Guerrero & NOSAWA, en el que salieron victoriosos. Tras ello, Asai se dedicó enteramente a sus apariciones en CMLL.
Más tarde, en agosto de 2006, Último Dragón volvió a aparecer en NWE, derrotando a luchadores como M-Dogg 20, Hade Vansen y Joe E. Legend, así como participando en otros combates. El toru se interrumpió por tres meses, tras los que Asai volvió a aparecer, entrando en un feudo con Juventud Guerrera en el que Dragón finalmente logró la victoria. En 2007, Asai apareció en Michinoku Pro Wrestling para participar en la Fukumen World Tag Team League, que aglutinaba a los mejores luchadores enmascarados del mundo. En ella, Dragón eliminó a Great Sasuke, pero fue eliminado a su vez por Tigers Mask. Tras ello, Dragón, Sasuke y otros luchadores se enfrentaron a varios representantes de Osaka Pro Wrestling, saliendo victoriosos. En diciembre del mismo año, Último Dragón apareció en la empresa de Dradition Pro Wrestling, fundada por Tatsumi "The Dragon" Fujinami. En su aparición, hizo equipo con Takeshi Minamino para derrotar a Azteca & Katsushi Takemura. Tres meses más tarde, Dragón comenzó a aparecer de forma regular en la empresa, entrando en un feudo con Hajime Ohara, formando equipo también con Tatsumi Fujinami. En marzo, Asai dejó de aparecer para concentrarse en sus combates de Nu-Wrestling Evolution.
En junio de 2008, Último Dragón participó en otra gira de NWE, derrotando a Jungle PAC y Dark Dragon. Además, entró en un cómico feudo con Spartan 3000 BC, derrotándole en innumerables ocasiones. En septiembre, Asai volvió a la empresa, siendo derrotado por Super Delfín en un combate por el vacante NWA International Junior Heavyweight. Sin embargo, Dragón le derrotaría en un combate por el título días más tarde, reteniéndolo durante un año, hasta que lo perdió ante Hajime Ohara. Último Dragón dejó la empresa a finales de 2010, volviendo brevemente durante 2011 para derrotar a Masaki Okimoto.
En 2010, Último Dragón volvió a Michinoku Pro Wrestling, siendo heel por primera vez en su carrera. Dragón se unió al stable Kowloon, dirigido por Hayato Fujita y formado por los aprendices de Asai en Toryumon X, para enfrentarse a los luchadores faces de la empresa, representados por su viejo enemigo The Great Sasuke. Tras poco tiempo, Dragón se hizo con el liderazgo del grupo, revelando que había sido él quien había organizado su creación desde 2008 en secreto, algo que todos sus miembros excepto Hayato, el único no entrenado en Toryumon entre ellos, sabían. Debido a ello, Fujita salió del grupo y tuvo un enfrentamiento con ellos, pero volvió a entrar en Kowloon al cabo del tiempo. Como premio, Asai le permitió volver a ser el líder, mientras él tomaba un segundo plano.
En enero de 2012, Taro Nohashi se volvió contra Hayato y le expulsó del grupo, alineándose con el hasta entonces face Kenou. La mayoría de miembros del grupo siguieron a Nohashi y Kenou, quienes formaron el grupo Asura. Sin embargo, desconfiando el nuevo líder, Dragón y su ayudante, Rasse, se volvieron faces y solicitaron a Great Sasuke volver a unirse al Michinoku Seikigun.
En marzo de 2011, Último Dragón comenzó a aparecer en SMASH, haciendo equipo con TAKA Michinoku para derrotar a Yuji Kito & Yusuke Kodama en su primer combate. En junio, Asai participó en un torneo por el SMASH Heavyweight Championship, pero fue derrotado en la primera ronda por Hajime Ohara.

## Campeonatos y logros
- Consejo Mundial de Lucha Libre
  - NWA World Middleweight Championship (2 veces)[9][10]
  - Suzuki Cup (2007) - con Kensuke Sasaki & Marco Corleone[11]

- Dradition Pro Wrestling
  - NWA International Junior Heavyweight Championship (1 vez)

- International Wrestling Alliance
  - IWA Junior Heavyweight Championship (1 vez)

- International Wrestling Revolution Group
  - Distrito Federal Trios Championship (1 vez) - con Naoki Sano & Hirokazu Hata
  - Copa Higher Power (1998) - con Magnum Tokyo, Ryo Saito, Shiima Nobunaga, Judo Suwa, Sumo Fuji & Lyguila

- Michinoku Pro Wrestling
  - British Commonwealth Junior Heavyweight Championship (1 vez)[12]
  - MPW Tohoku Tag Team Championship (2 veces) - con Jinsei Shinzaki (1) y Kesen Numagirolamo (1)

- New Japan Pro Wrestling
  - IWGP Junior Heavyweight Championship (2 veces)[13]
  - J-Crown (1 vez)[12]
  - British Commonwealth Junior Heavyweight Championship (1 vez)[12]
  - NWA World Junior Heavyweight Championship (1 vez)[12]
  - NWA World Welterweight Championship (2 veces)[12]
  - UWA World Junior Light Heavyweight Championship (1 vez)[12]
  - WAR International Junior Heavyweight Championship (1 vez)[12]
  - WWA World Junior Light Heavyweight Championship (1 vez)[12]
  - WWF Light Heavyweight Championship (1 vez)[12]

- Pro Wrestling NOAH
  - Differ Cup Scramble Tag Team Tournament (2003) - con YOSSINO

- Toryumon
  - NWA International Junior Heavyweight Championship (1 vez)
  - Yamaha Cup Tag Tournament (2008) – con Yutaka Yoshie
  - Toyota Cup Tag Tournament (2012) - con Angélico

- Universal Wrestling Association
  - UWA World Middleweight Championship (5 veces)[14]
  - UWA World Welterweight Championship (1 vez)[15]

- World Championship Wrestling
  - WCW World Cruiserweight Championship (2 veces)[16]
  - WCW World Television Championship (2 veces)[17]

- Wrestle Association R.
  - WAR International Junior Heavyweight Championship (2 veces).
  - WAR World Six-Man Tag Team Championship (1 vez) - con Nobutaka Araya & Genichiro Tenryu.

- Pro Wrestling Illustrated
  - Situado en el N.º 291 en los PWI 500 de 1991.[18]
  - Situado en el N.º 226 en los PWI 500 de 1992.[19]
  - Situado en el N.º 77 en los PWI 500 de 1993.[20]
  - Situado en el N.º 76 en los PWI 500 de 1994.[21]
  - Situado en el N.º 99 en los PWI 500 de 1995.[22]
  - Situado en el N.º 41 en los PWI 500 de 1996.[23]
  - Situado en el N.º 12 en los PWI 500 de 1997.[24]
  - Situado en el N.º 20 en los PWI 500 de 1998.[25]
  - Situado en el N.º 47 en los PWI 500 de 2003.[26]
  - Situado en el N.º 95 en los PWI 500 de 2006.[27]
  - Situado en el N.º 315 en los PWI del año 2008.[28]
  - Situado en el N.º 386 en los PWI 500 de 2010.[29]
  - Situado en el N.º 23 en los PWI 500 de 2011.[30]
  - Situado en el N.º 61 dentro de los 500 mejores luchadores de la historia - PWI Years, 2003.

- Wrestling Observer Newsletter
  - WON Mejor movimiento de lucha (1996) Running sitout powerbomb
  - WON Luchador más infravalorado (2003)
  - WON Hall of Fame (clase de 2004)

- Tokyo Sports Grand Prix
  - Premio técnico (1992)